# Creed III.
A Creed III. 2023-ban bemutatott amerikai sportdráma, melyet elsőfilmes rendezőként Michael B. Jordan rendezett. A forgatókönyvet Keenan Coogler és Zach Baylin írta, az alapsztorit Ryan Cooglerrel közösen megalkotva. A producerek közt található Sylvester Stallone, ő azonban Rocky Balboaként már nem szerepel a filmben, mely a Creed II. (2018) folytatása és a 9. Rocky-film. A főbb szerepekben Michael B. Jordan, Tessa Thompson, Jonathan Majors, Wood Harris, Florian Munteanu és Phylicia Rashad látható.
Az Amerikai Egyesült Államokban 2023. március 2-án mutatták be a mozikban.

## Cselekmény
Los Angeles, 2002: a tizenéves Adonis "Donnie" Creed elszökik otthonról legjobb barátjával, az amatőr bokszbajnok Damian "Gyémánt Dame" Andersonnal annak illegális bokszmeccsére. Dame a győzelme után mesél Donnie-nak terveiről: profi bokszolóvá és idővel világbajnokká szeretne válni. Egy italbolt meglátogatásakor Donnie az utcán felismer és kontrollálhatatlan dühvel megtámad egy Leon nevű férfit, majd a kiérkező rendőrök a Donnie védelmére lőfegyverrel siető Dame-t tartóztatják le.
Napjainkban Donnie visszavonult az ökölvívástól és feleségével, Biancával, valamint Amara nevű lányukkal tölti idejét – Amara hallássérült, ezért szülei megtanultak jelnyelvvel kommunikálni. Donnie korábbi edzőjének, Tony "Little Duke" Evers Jr.-nak is besegít egy bokszakadémián, ahol az első számú tanítvány, Felix "El Guerrero" Chavez Viktor Drago ellen készül kiállni a nehézsúlyú bajnoki címért. Donnie nevelőanyjának, Mary Anne-nek az egészsége egyre jobban megromlik és Amarával is problémák adódnak az iskolában, amikor egyik zaklatóját kiüti.
A börtönből kiszabadult Dame felkeresi Donnie-t és közli, továbbra is ökölvívó karrierre vágyik. Donnie vonakodva elhívja őt a bokszterembe, ahol Dame-t Chavez és Duke sem látja szívesen. Később Dame ellátogat Donnie otthonába is és mesél (a Bianca számára ezidáig ismeretlen) közös múltjukról egy nevelőotthonban. Négyszemközt Dame egy Chavez elleni címmérkőzést kér barátjától, de ő visszautasítja. Bianca lemezkiadójának partiján Dragót megtámadja és megsebesíti egy ismeretlen elkövető, ezért a bokszoló nem tud kiállni Chavez ellen. Donnie Dame-t javasolja ellenfélnek, aki Chavezt piszkos trükkökkel legyőzve el is nyeri a nehézsúlyú világbajnoki övet.
A meccs után a felzaklatott Donnie ellátogat Mary Anne-hez és megtudja, nevelőanyja nem juttatta el neki Dame börtönből írt leveleit, mert attól félt, rossz hatással lenne nevelt fiára. Az egyik levélben talált fotó rádöbbenti Donnie-t, hogy Drago támadója Dame rabtársa volt. Kérdőre vonja Dame-t, aki bevallja, végig manipulálta Donnie-t, így szerezve esélyt egy címmérkőzésre. Donnie képtelen érzelmileg megnyílni felesége előtt és mesélni Dame-mel közös múltjukról. Egykori barátja hírnevét kihasználva nyilvánosan rágalmazza és csalónak, illetve árulónak állítja be Donnie-t.
Mary Anne újabb sztrókot kap és a kórházban meghal. A temetés után Donnie mesél Biancának arról az éjszakáról, amikor Dame-t letartóztatták. Leon az árvaház egyik gondozója volt, aki több alkalommal is brutálisan megverte a gyerekeket, köztük Donnie-t is. Miután Donnie Leonra támadt, annak barátai közbeavatkoztak, Dame ezért rántott fegyvert. Dame letartóztatása után a bűntudatos Donnie sosem kereste fel barátját.
Bianca bátorítására Donnie visszatér a ringbe és címmérkőzésre hívja ki Dame-t, melyre Duke és Drago segítségével készül fel. Összecsapásukra a Dodger Stadiumban kerül sor, egy könyörtelen, kiegyenlített mérkőzésen. Az utolsó menetben Donnie-nak sikerült kiütnie riválisát és visszanyerni a bajnoki címet. Ezután a két férfi kibékül egymással és mindketten beismerik, hogy a sajnálatos események nem a másik fél hibájából történtek. A film végén Donnie, Bianca és Amara az üres stadion ringjében vannak, ahol Donnie játékosan bokszmeccset imitál lányával.

## Szereplők
| Szerep                         | Színész                        | Magyar hang          |
| ------------------------------ | ------------------------------ | -------------------- |
| Adonis "Donnie" Creed          | Michael B. Jordan              | Szabó Máté           |
| Adonis "Donnie" Creed          | Thaddeus J. Mixon (gyerekként) | Papp-Horváth Levente |
| Bianca Taylor                  | Tessa Thompson                 | Czető Zsanett        |
| Damian "Gyémánt Dame" Anderson | Jonathan Majors                | Patkós Márton        |
| Damian "Gyémánt Dame" Anderson | Spence Moore II (gyerekként)   | Lengyel Benjámin     |
| Tony "Kis Duke" Evers          | Wood Harris                    | Zöld Csaba           |
| Amara Creed                    | Mila Davis-Kent                | nem szólal meg       |
| Viktor Drago                   | Florian Munteanu               | Varga Rókus          |
| Mary Anne Creed                | Phylicia Rashad                | Menszátor Magdolna   |
| Felix Chavez                   | José Benavidez Jr.             | Kurely László        |
| Laura Chavez                   | Selenis Leyva                  | Nádasi Veronika      |
| "Csini" Ricky Conlan           | Tony Bellew                    | Varga Gábor          |
| önmaga                         | Stephen A. Smith               | Király Adrián        |
| önmaga                         | Russell Mora                   | Bolla Róbert         |
| önmaga                         | Tony Weeks                     | Péter Richárd        |
| önmaga                         | Jimmy Lennon Jr.               | Csuha Lajos          |
| önmaga                         | David Diamante                 | Láng Balázs          |
| önmaga                         | Todd Grisham                   | Potocsny Andor       |
| önmaga                         | Jessica McCaskill              | Czirják Csilla       |
| önmaga                         | Al Bernstein                   | Várkonyi András      |
| önmaga                         | Mauro Ranallo                  | Kovács „Koko” István |
| önmaga                         | Christopher Mannix             | Harcsik Róbert       |

### Magyar változat
- Magyar szöveg: Gáspár Bence
- Hangmérnök: Farkas László
- Vágó: Simkóné Varga Erzsébet
- Gyártásvezető: Lipcsey Colini Borbála
- Szinkronrendező: Dóczi Orsolya
- Produkciós vezető: Hagen Péter

A szinkront a Mafilm Audio Kft. készítette el.

## Bemutató
Eredetileg 2022. november 23-án mutatták volna be (az amerikai mozikban a United Artists Releasing, világszerte pedig a Warner Bros. Pictures forgalmazásában), de 2022. július 28-án a premiert 2023. március 3-ra halasztották.

## Fordítás
- Ez a szócikk részben vagy egészben  a   Creed III című angol Wikipédia-szócikk fordításán alapul.  Az eredeti cikk szerkesztőit annak laptörténete sorolja fel. Ez a jelzés csupán a megfogalmazás eredetét és a szerzői jogokat jelzi, nem szolgál a cikkben szereplő információk forrásmegjelöléseként.